# باب‌العزیزیه
باب‌العزیزیه یک پادگان و مجتمع نظامی واقع در حومه جنوبی طرابلس، پایتخت لیبی بود. این مکان تا زمان تصرف آن توسط نیروهای ضد قذافی در ۲۳ اوت ۲۰۱۱، در جریان نبرد طرابلس در جنگ داخلی لیبی، پایگاه اصلی معمر قذافی، رهبر لیبی، بود.